# Erebia fuchsi
Erebia fuchsi är en fjärilsart som beskrevs av Embrik Strand 1902. Erebia fuchsi ingår i släktet Erebia och familjen praktfjärilar. Inga underarter finns listade i Catalogue of Life.